# Alfejos z Mityleny
Alfejos z Mityleny (stgr. Αλφειός ο Μυτιληναίος) – poeta grecki z I wieku p.n.e., autor epigramatów.

## Życiorys
O życiu Alfejosa nie wiadomo nic ponadto, że pochodził z Mityleny, i że tworzył pod koniec republiki rzymskiej lub na początku pryncypatu, jako że nie znalazł się w zbiorze epigramatów Meleagra z Gadary, a dopiero w zbiorze Filipa z Tesaloniki. Z faktu, że w jednym z epigramów mówi o kwitnącej Troi (IX 104) domniemywa się, że żył za panowania Cezara lub Augusta, ponieważ, jak informuje Strabon, Juliusz Cezar, a po nim Oktawian August nadali Trojanom ich ziemie wraz z wolnością i przywilejami.

## Twórczość
Zachowało się 10 epigramów Alfejosa, autorstwo dwóch jest niepewne. Poeta opiewa w nich panowanie Rzymu nad światem, radząc Zeusowi, by zamknął bramy Olimpu i strzegł dostępu do swego pałacu przed Rzymianami, którzy zdobyli już ziemię i morze i tylko na drogę do nieba jeszcze nie wstąpili (IX 526). Polemizując z epigramem Antypatra z Sydonu (IX 408) nie chce nazwać wyspy Delos pożałowania godną, skoro kiedyś przyjęła Feba, a i Artemida nazywa ją swoją ojczyzną (IX 100). Przechodząc koło ruin Myken, współczuje pustej skale, o której stary pasterz mówi, że na niej kiedyś stał, bogaty w złoto, cyklopi gród (IX 101). Zatrzymuje się też w Argos, mieście bohaterów spod Troi, którego ruiny służą za stajnie dla koni (IX 104). W innym epigramie sławi pieśni Homera, w których wciąż jeszcze brzmi jęk Andromachy, łoskot bitwy na równinie i ciągle zwłoki Hektora włóczone są wokół murów Troi (IX 97).
Alfejos posługuje się konwencjonalnymi motywami, jednak z dużym kunsztem również w innych utworach: w modlitwie do Zeusa o szczęśliwą podróż z Syrii do Rzymu (IX 90), w epigramie o kwoce, która strzegąc swoich piskląt zamarzła z zimna (IX 95), o ofierze trzech łowców na ziemi, w morzu i w powietrzu (VI 187), w wierszu o śpiącym Erosie (XVI 212), w horacjańskiej pochwale poprzestawania na małym, bez pragnienia wielkich posiadłości i skarbów Gygesa. Odcina się od nich jedynie epigram (XII 18), w którym poeta, który zamiast narzekać na udręki miłości, żałuje tych których życie płynie bez miłości i radzi gonić za żądzą, która duszę zaostrza wspaniale.